# Caledoniet

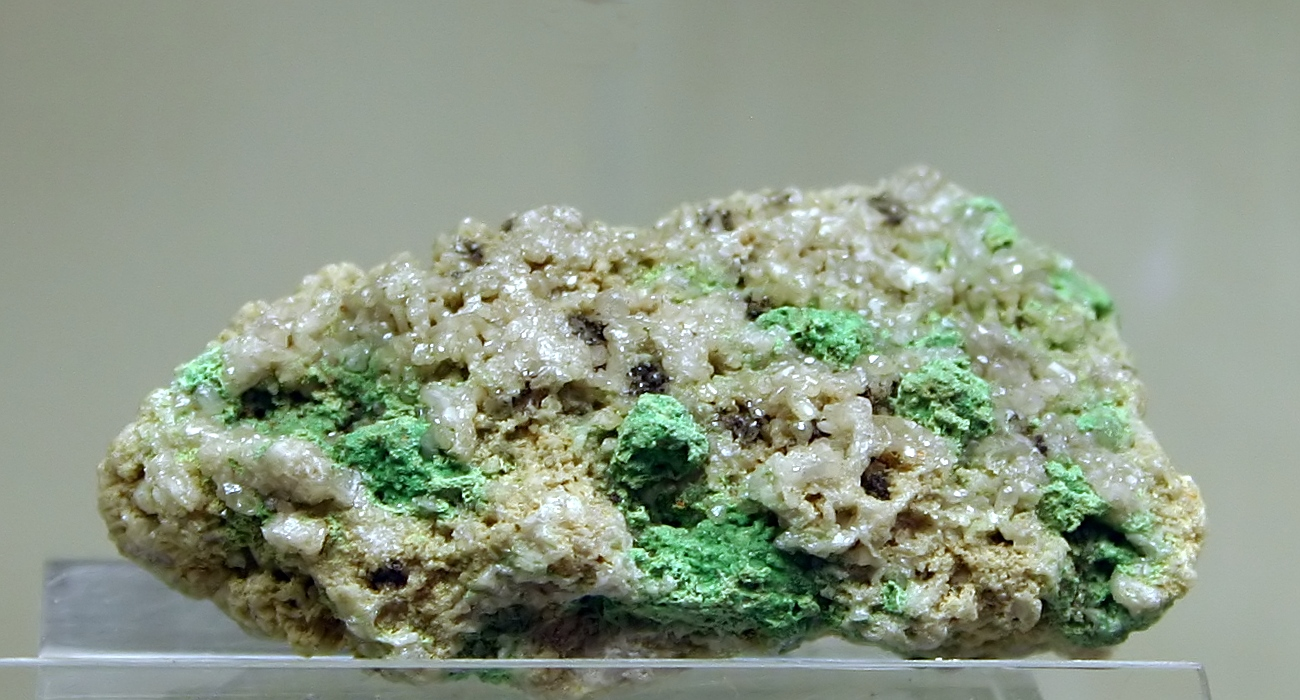
Caledoniet op cerussiet

Het mineraal caledoniet is een lood-koper-carbonaat-sulfaat met de chemische formule Pb5Cu2(CO3)(SO4)3(OH)6.

## Eigenschappen
Het doorzichtige tot doorschijnende blauw- tot blauwgroene of donkergroene caledoniet heeft een vettige tot glasglans, een groenwitte streepkleur en de splijting is perfect volgens het kristalvlak [001] en duidelijk volgens [100]. Caledoniet heeft een gemiddelde dichtheid van 6,05 en de hardheid is 2,5 tot 3. Het kristalstelsel is orthorombisch en het mineraal is niet radioactief.

## Naamgeving
Het mineraal caledoniet is genoemd naar Caledonia, de oude naam voor Schotland en verwijzend naar de Caledonische orogenese, de gebergtevorming die plaatsvond aan het einde van het Siluur.

## Voorkomen
Caledoniet is een mineraal dat voornamelijk secundair gevormd wordt in lood- en koperertsafzettingen. De typelocatie is de Mammoth mijn nabij Tiger, Arizona, Verenigde Staten.